# Capnia bituberculata
Capnia bituberculata är en bäcksländeart som beskrevs av Uéno 1929. Capnia bituberculata ingår i släktet Capnia och familjen småbäcksländor. Inga underarter finns listade i Catalogue of Life.